# Ford Bronco (2020)
Ford Bronco – samochód terenowy klasy wyższej produkowany pod amerykańską marką Ford od 2021 roku.

## Historia i opis modelu

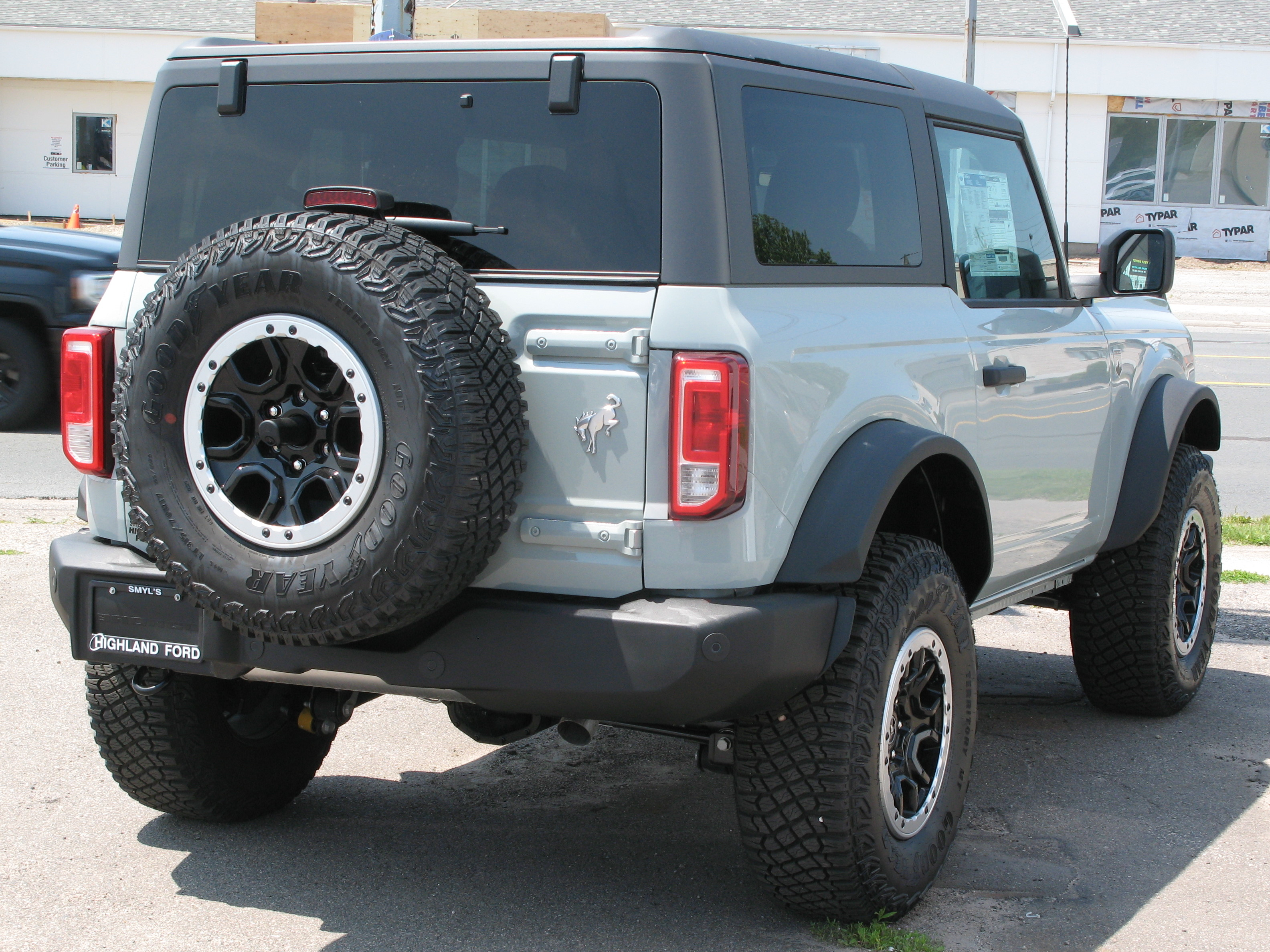
Ford Bronco Big Bend - tył

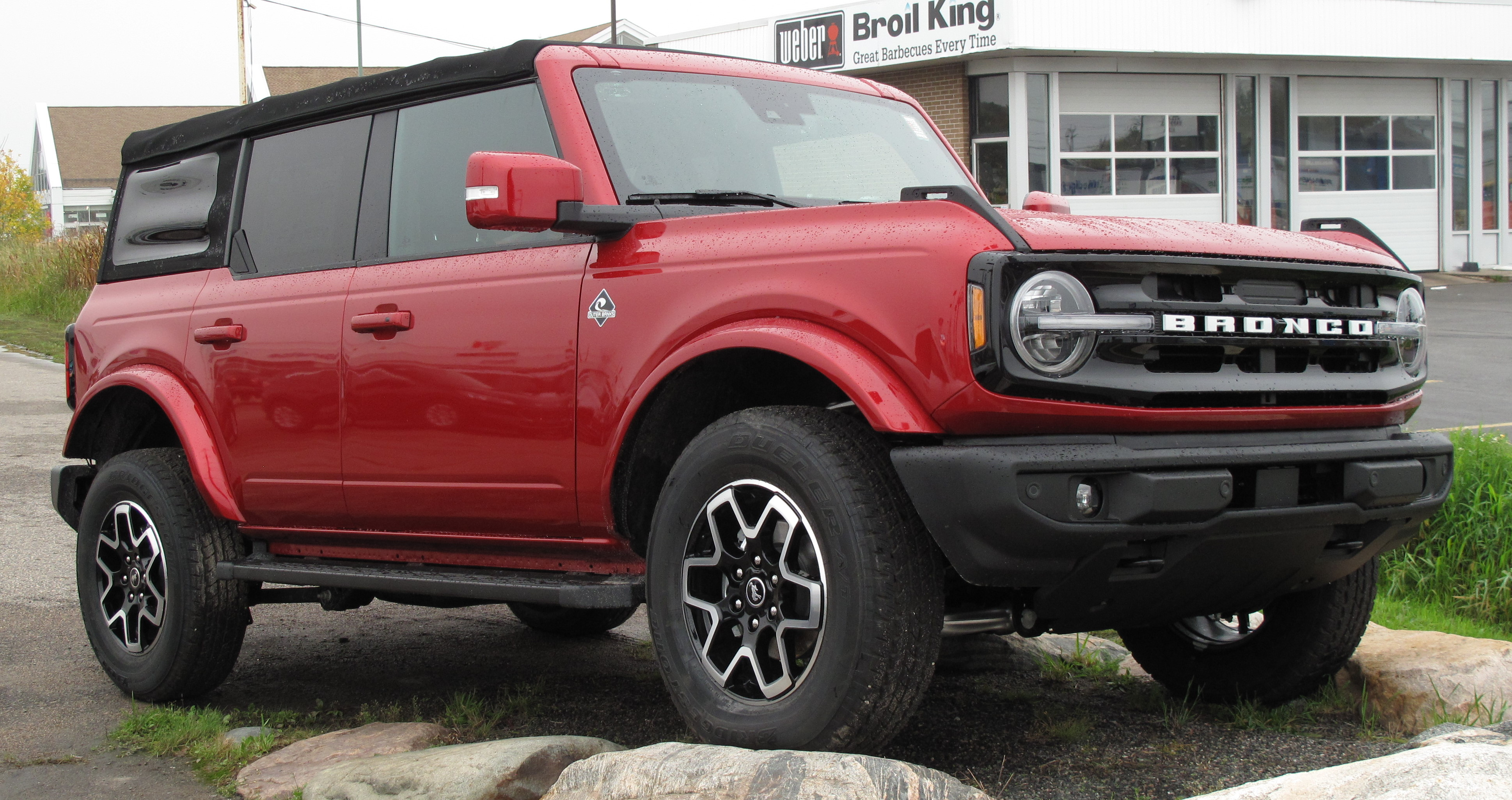
Ford Bronco Outer Banks

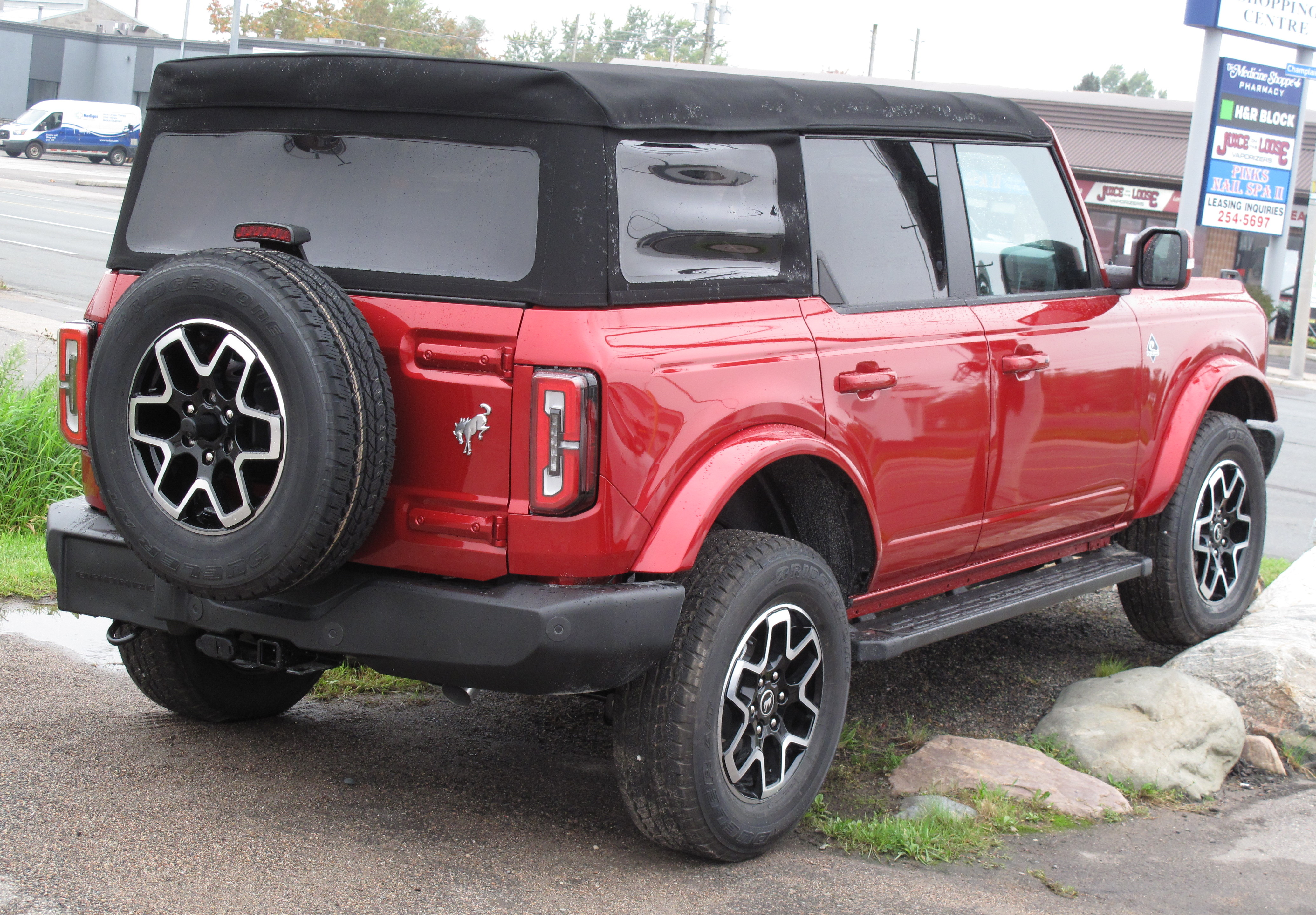
Ford Bronco Outer Banks - tył

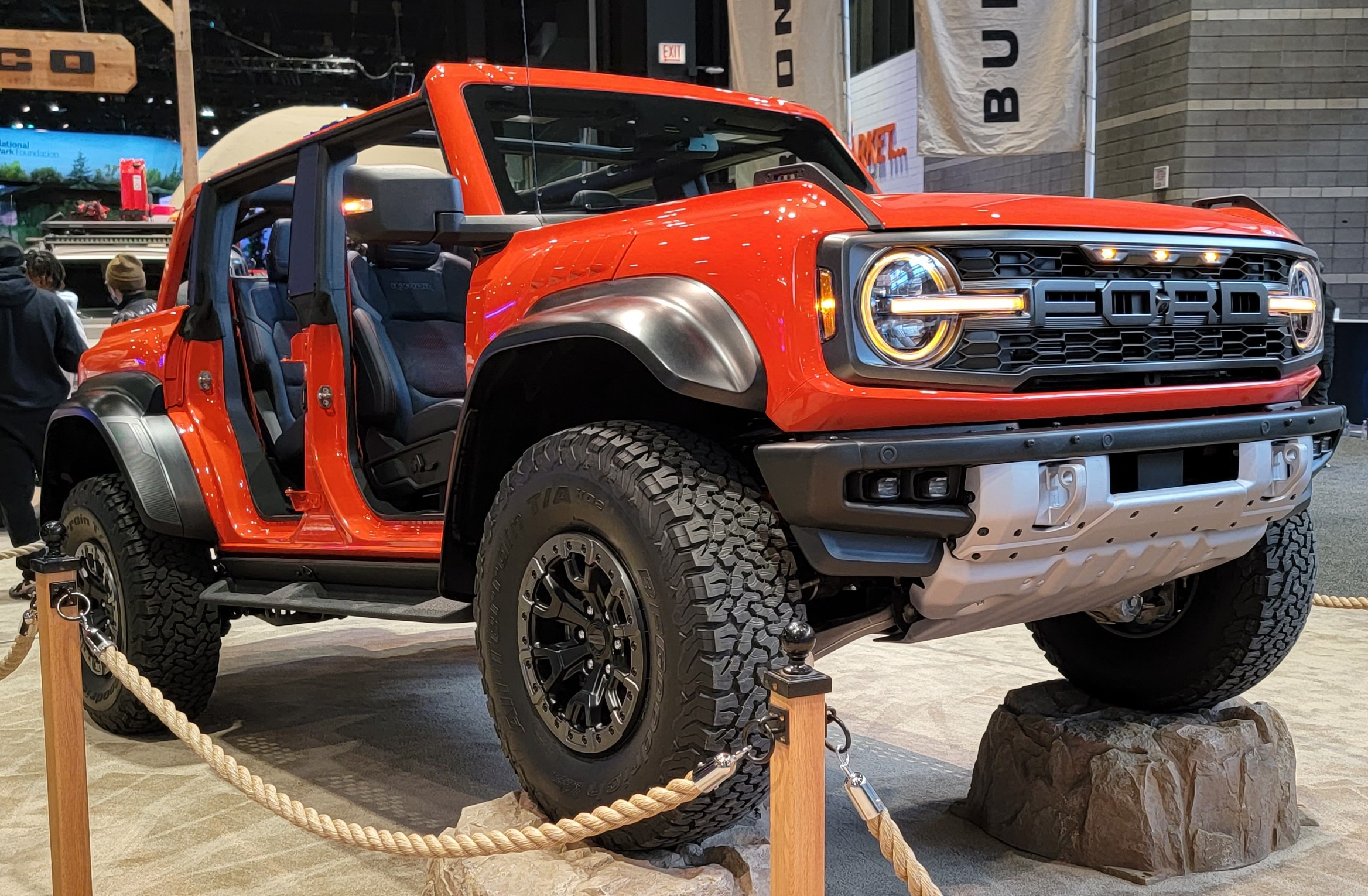
Ford Bronco Raptor

### Rozwój
Po wycofaniu ze sprzedaży piątej generacji modelu Bronco w czerwcu 1996 roku, Ford postanowił nie kontynuować tej linii modelowej koncentrując się na nowszych modelach Explorer oraz Expedition. 
Pierwszym ponownym nawiązaniem do nazwy i koncepcji modelu Bronco był przedstawiony w styczniu 2004 roku prototyp Bronco Concept. Samochód pełnił funkcję nowoczesnej interpretacji klasycznego modelu pierwszej generacji, nie zapowiadając jednak powrotu Forda Bronco do sprzedaży. Ford opracował ten model jedynie jako wskazanie ówczesnego kierunku stylistycznego marki na kolejne lata.
Pierwsze spekulacje na temat powstania zupełnie nowego Bronco, tym razem jako seryjnie produkowany model, a nie prototyp, pojawiły się jesienią 2015 roku. Producent pół roku później, w maju 2016 roku, zdementował te medialne doniesienia. Sprawy nabrały jednak zupełnie innego biegu jesienią tego samego roku, kiedy to 12 lat po premierze Bronco Concept i równo 20 lat po zakończeniu produkcji ostatniego wcielenia seryjnego Bronco, Ford zmienił zdanie ogłaszając oficjalne plany przywrócenia Bronco do produkcji w 2020 roku.
W 2017 roku pojawiły się kolejne informacje na temat przyszłego modelu - m.in. to, że Bronco bazowo będzie dostępne w wariancie 4-drzwiowym (inaczej niż protoplasta) oraz to, że będzie wytwarzane w zakładach Forda w Wayne w stanie Michigan, a w 2019 roku pojawiły się informacje o spodziewanych jednostkach napędowych i takich detalach, jak możliwość zdjęcia dachu oraz koncepcja samochodu - nowe Bronco inaczej niż inne modele z podwyższonym prześwitem to pojazd terenowy zbudowany na ramie ze stałym napędem na cztery koła AWD. Pierwsze zdjęcia zamaskowanego prototypu Bronco z gotowym do produkcji nadwoziem pojawiły się w internecie z kolei w styczniu 2020 roku.

### Premiera
Światowa premiera nowego Forda Bronco miała odbyć się w marcu 2020 roku - szybciej niż pierwotnie zakładany debiut na czerwcowym Detroit Auto Show 2020. Z powodu pandemii COVID-19, ostateczna data premiery samochodu wraz z mniejszym Bronco Sport została ostatecznie przełożona w kwietniu 2020 roku na wówczas nieokreślony, późniejszy termin. 4 czerwca 2020 Ford oficjalnie ogłosił na swojej stronie internetowej, że nową datą premiery Bronco jest lipiec tego samego roku. Oficjalna premiera modelu odbyła się 13 lipca 2020 roku.
Nowy Ford Bronco utrzymany został w stylistyce nawiązującej do klasycznego modelu z 1965 roku, podobnie jak on uzyskując okrągłe reflektory i wąskie tylne lampy. Z przodu umieszczono na atrapie chłodnicy duży napis z nazwą modelu, z kolei innymi charakterystycznymi cechami wyglądu zostały wyraźnie zarysowane nadkola z dużymi, terenowymi oponami i kołem zapasowym umieszczonym na klapie bagażnika. Kokpit utrzymano w surowym, minimalistycznym wzornictwie. Konsolę centralną dominuje 8 lub 12-calowy ekran dotykowy pozwalający na sterowanie systemem multimedialnym Forda najnowszej generacji. Samochód został wyposażony w zaawansowany układ kontroli jazdy w terenie z systemem G.O.A.T. (Go Over Any Terrain), który umożliwia wybór automatycznych trybów jazdy dopasowanych do aktualnej nawierzchni (do 7 trybów: Normal, Eco, Sport, Slippery, tryby off-road Mud/Ruts, Sand i czerpiący inspirację z wyścigów terenowych tryb Baja). Samochód wyposażony został w nowoczesny napęd na wszystkie koła oraz zaawansowane zawieszenie High-Performance Stability Suspension.

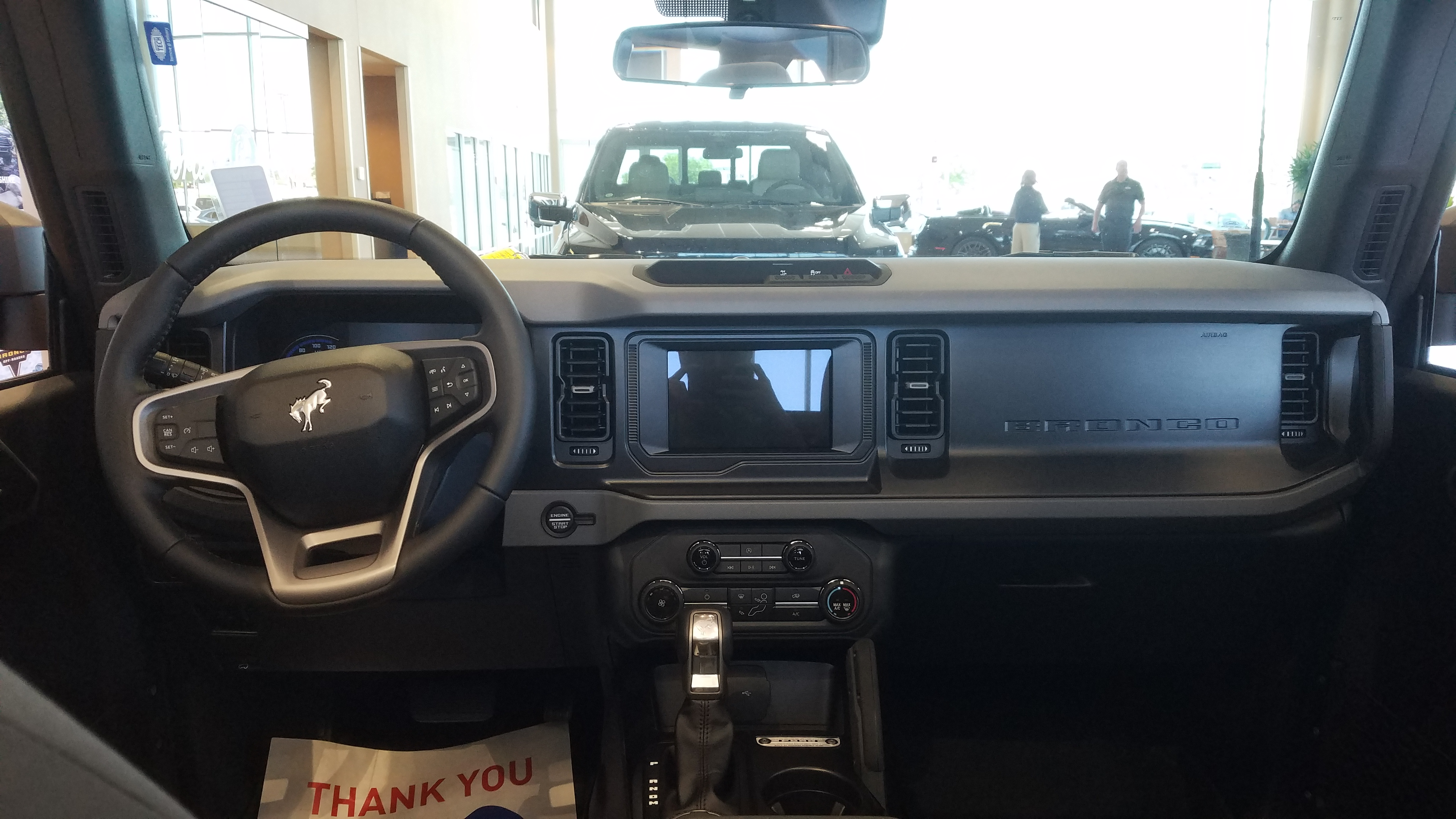
Ford Bronco - kokpit

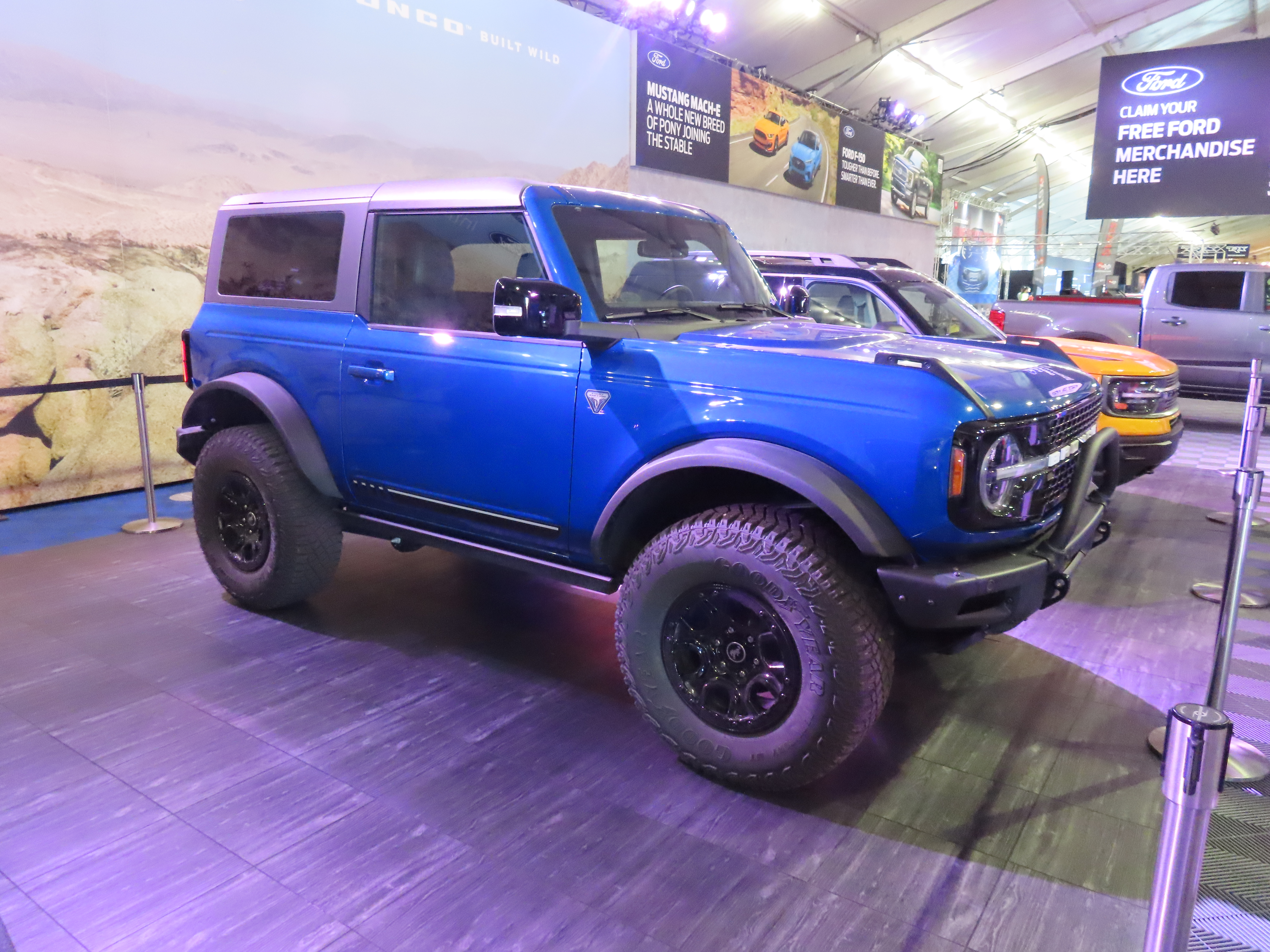
Ford Bronco - sylwetka

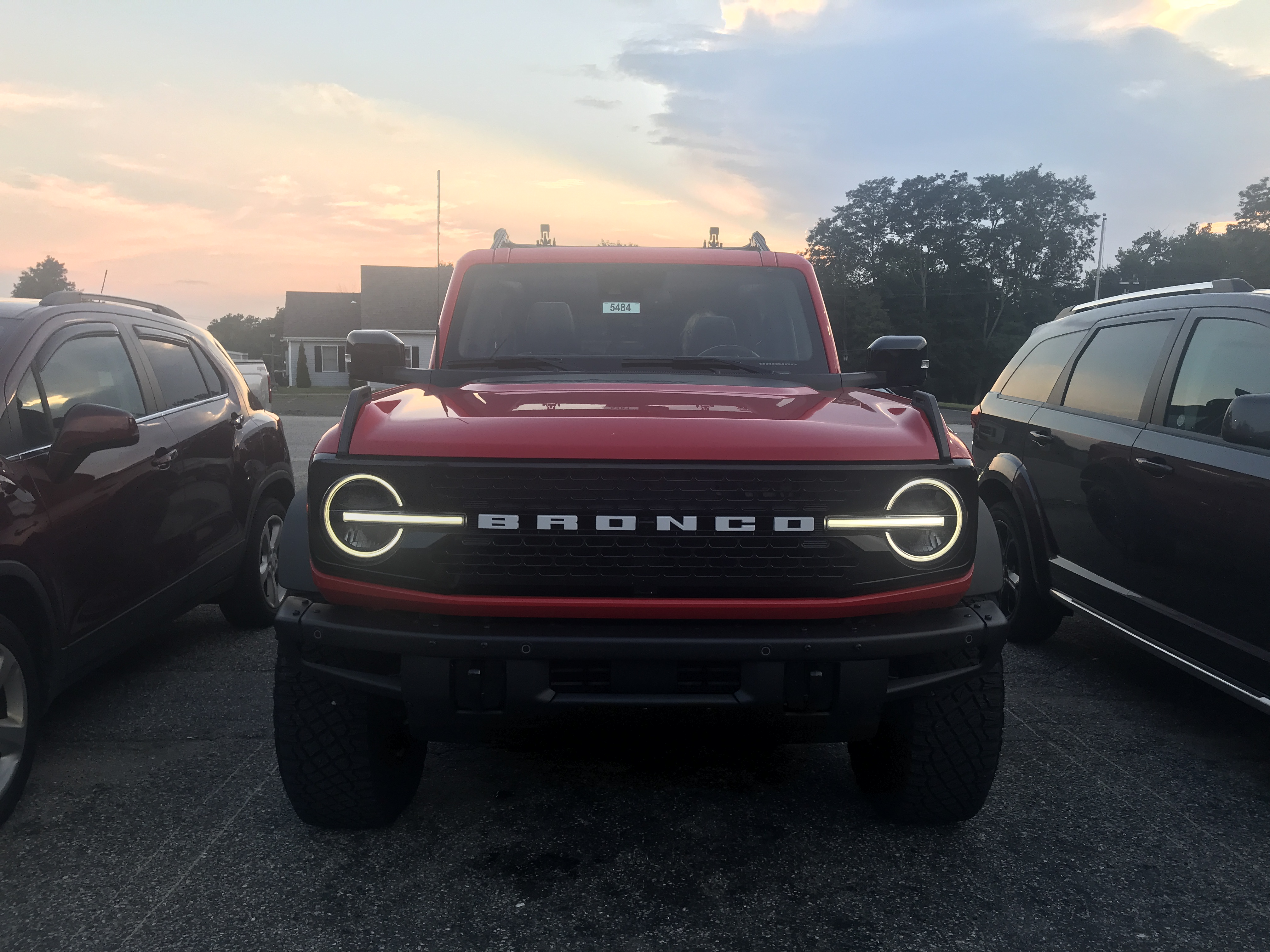
Ford Bronco - oświetlenie

Samochód dostępny jest w dwóch wariantach nadwozia: 3 lub 5-drzwiowym. W obu przypadkach samochód może zostać obszernie spersonalizowany, z możliwością demontażu wszystkich bocznych drzwi, a także panelów dachu. Dzięki drugiej możliwości Bronco może być samochodem z częściowo zdjętym lub całkowicie zdemontowanym dachem. W sierpniu 2021 oficjalnie potwierdzono, że wbrew wcześniejszym spekulacjom producent nie planuje rozbudowywać gamy wariantów nadwoziowych o pickupa wzorem konkurencyjnego Jeepa z modelem Gladiator w ofercie.

### Bronco Raptor
W styczniu 2022 roku gama Forda Bronco została poszerzona o topową, wyczynową odmianę Raptor o charakterze terenowo-sportowym. Samochód przeszedł kompleksowe modyfikacje zarówno pod kątem wizualnym, jak i technicznym. Pas przedni zamiast napisu Bronco przyozdobił szeroko rostawiony napis Ford, a ponadto pojazd zyskał bardziej rozbudowane nadkola poszerzające samochód o 25 cm i prześwit większy o 33 cm wraz z większymi, terenowymi oponami. Masa samochodu wyniosła 2,6 tony, a konstrukcję usztywniono o 50%. Do napędu Forda Bronco Raptor wykorzystano 3-litrowy silnik V6 EcoBoost, który rozwija 400 KM mocy współpracując z 10-biegową automatyczną skrzynią biegów. Cena samochodu na rodzimym rynku amerykańskim wyniosła 67 070 dolarów.

### Sprzedaż
Po wielokrotnych opóźnieniach wywołanych m.in. pandemią COVID-19 i niedoborem półprzedowników, produkcja Forda Bronco rozpoczęła się oficjalnie w amerykańskich zakładach w Michigan w połowie czerwca 2021, niespełna rok po premierze. Choć już w styczniu 2020 rok  Ford zarejestrował w Europie nazwę Bronco, to przez kolejne 2,5 roku nie było jednak przesądzone, czy ten model trafi do sprzedaży gdziekolwiek poza Ameryką Północną. Zmianie uległo to na początku lipca 2022, kiedy to europejski oddział amerykańskiej firmy oficjalnie potwierdził fakt, że Ford Bronco trafi w ciągu roku do sprzedaży na wyselekcjonowanych rynkach. Oficjalny debiut rynkowy tutejszej speyfikacji miał miejsce w marcu 2023 roku, trafiając do limitowanej sprzedaży także w Polsce. We wrześniu tego samego roku uruchomiono dystrybucję kolejnego lokalnego wariantu Bronco, tym razem z myślą o rynku chińskim włącznie z lokalną produkcją w zakładach Ford-JMC w Nanchang.

### Wersje wyposażeniowe
- Base
- Big Bend
- Black Diamond
- Outer Banks
- Badlands
- Wildtrak
- First Edition

### Silniki
- R4 2.3l EcoBoost Turbo 270 KM
- V6 2.7l EcoBoost Twin-Turbo 310 KM